# 通船川
通船川（つうせんがわ）は、新潟県新潟市東区内を流れる信濃川水系の一級河川。阿賀野川と信濃川河口付近（新潟西港）を結んでいる。

## 概要

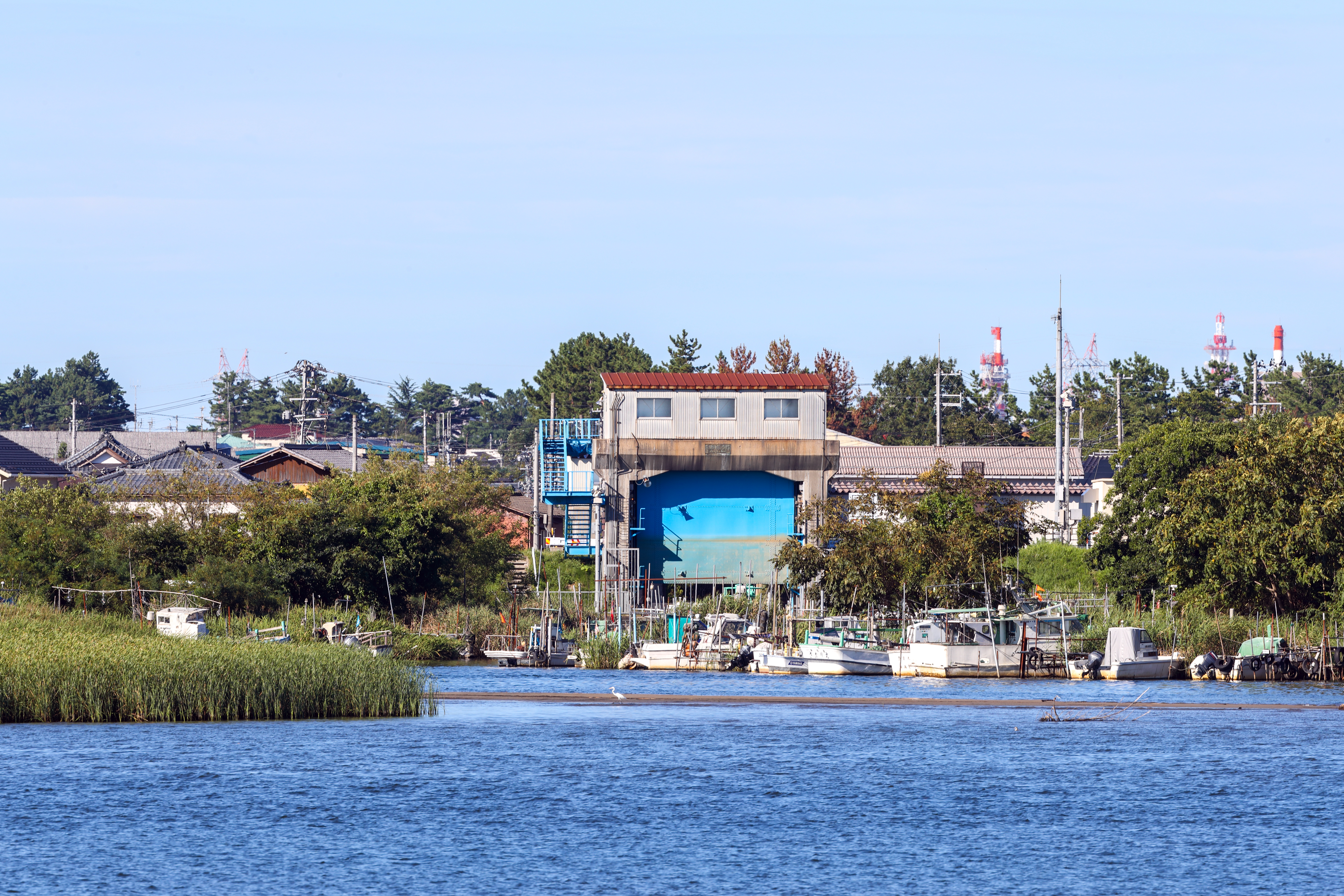
最上流部、阿賀野川からの流入部を新潟市北区松浜より望む。

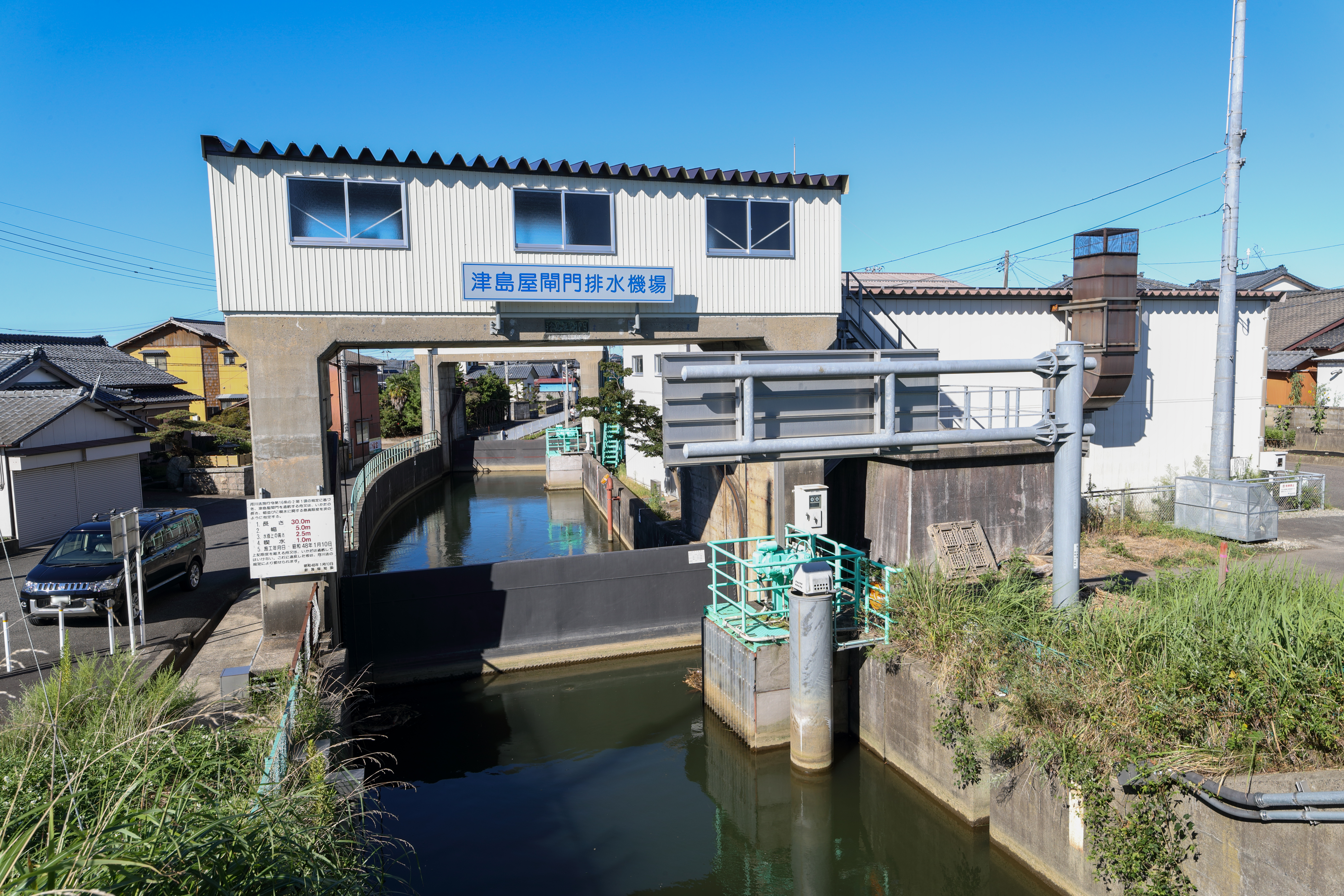
最上流部にある津島屋閘門排水機場

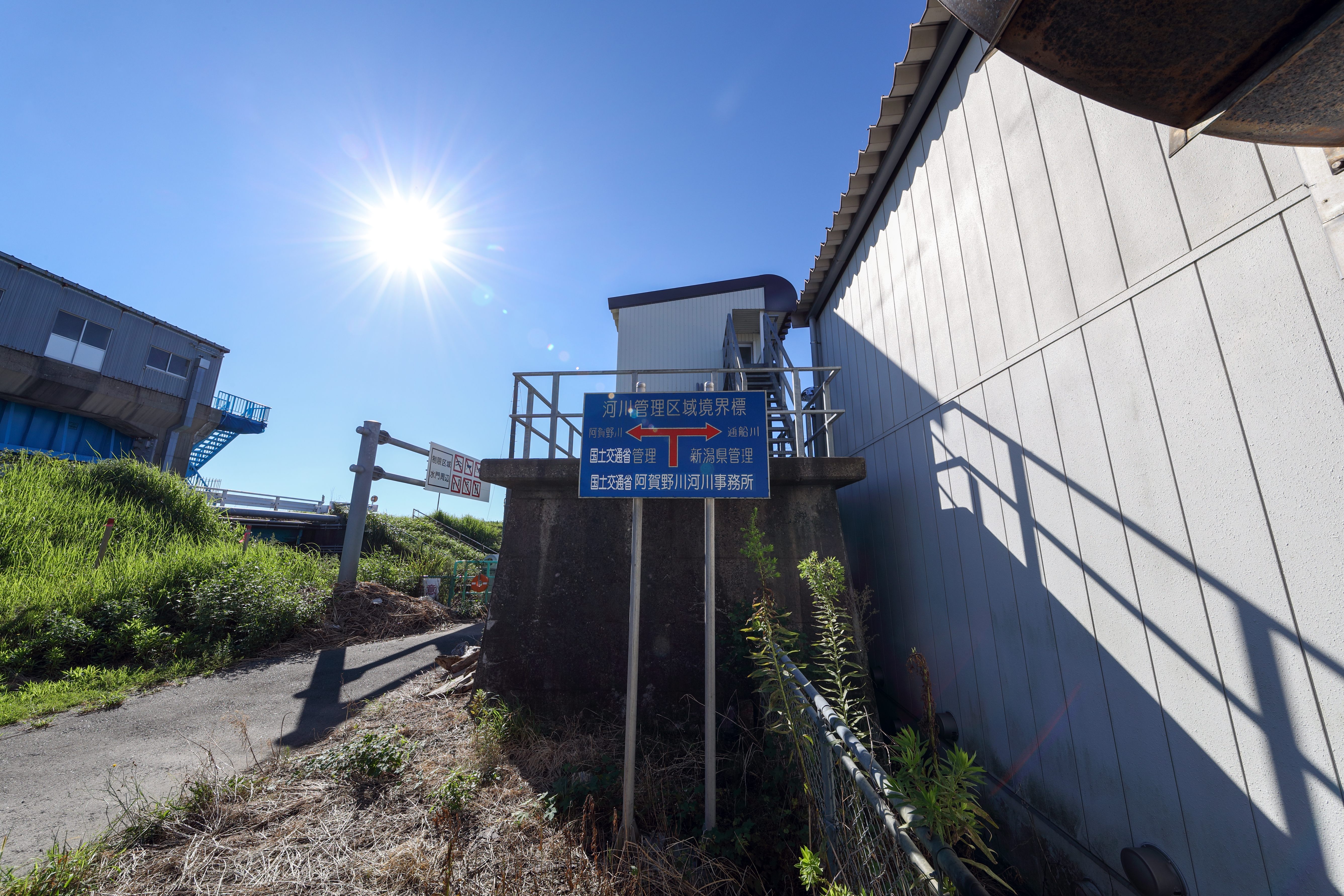
阿賀野川との河川管理区域境界標

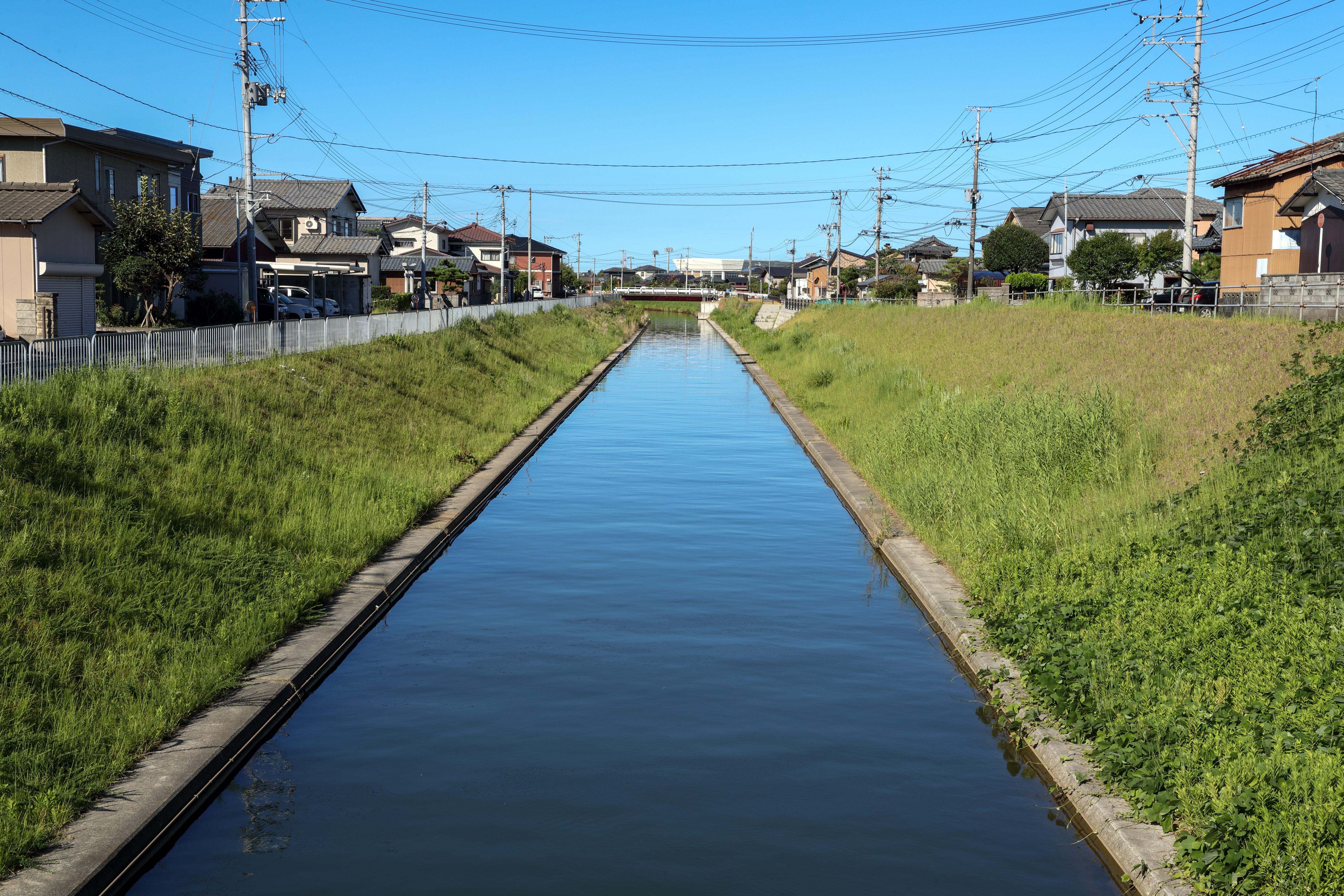
平成以降に改修が行われた護岸

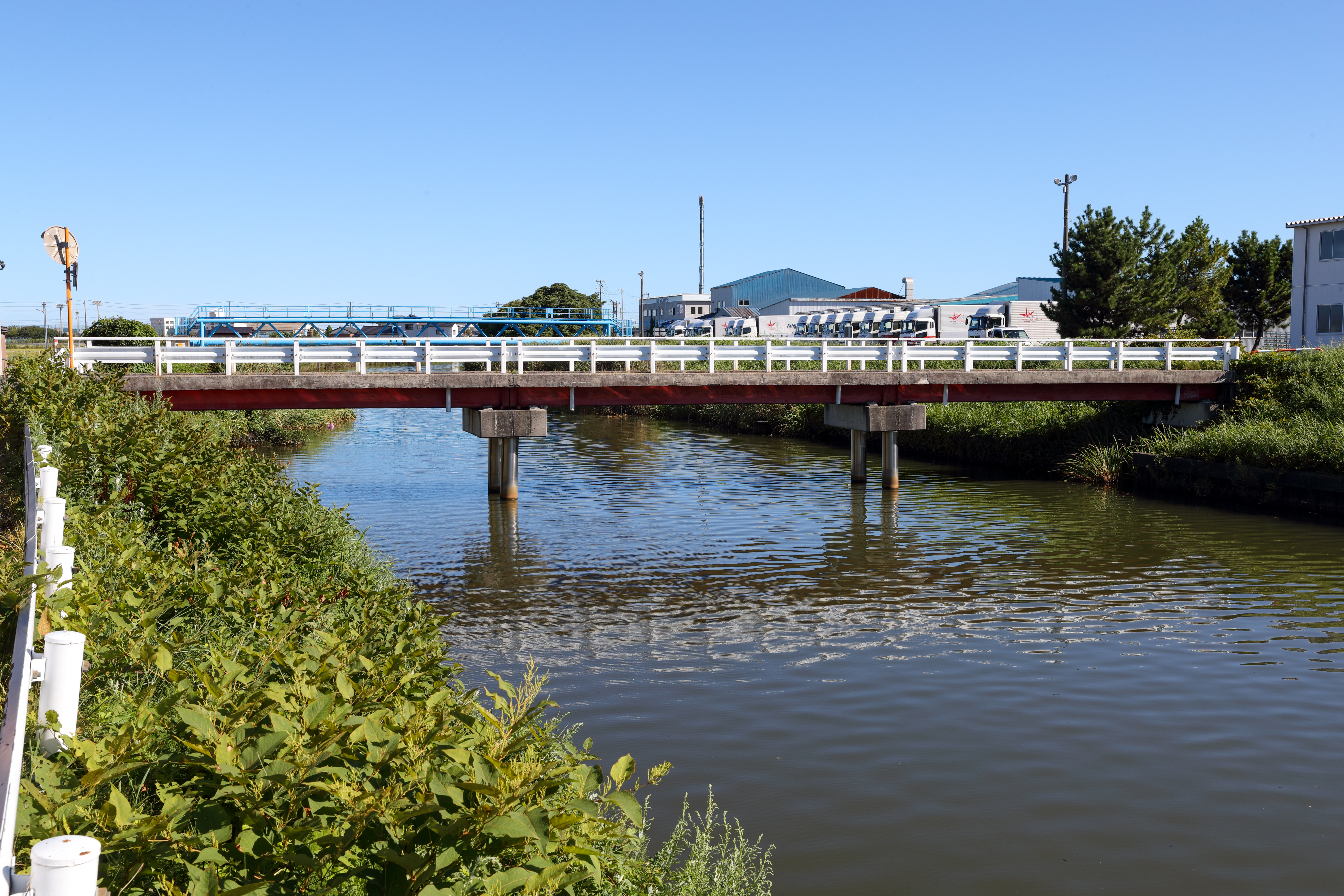
通船川に架けられている柳橋

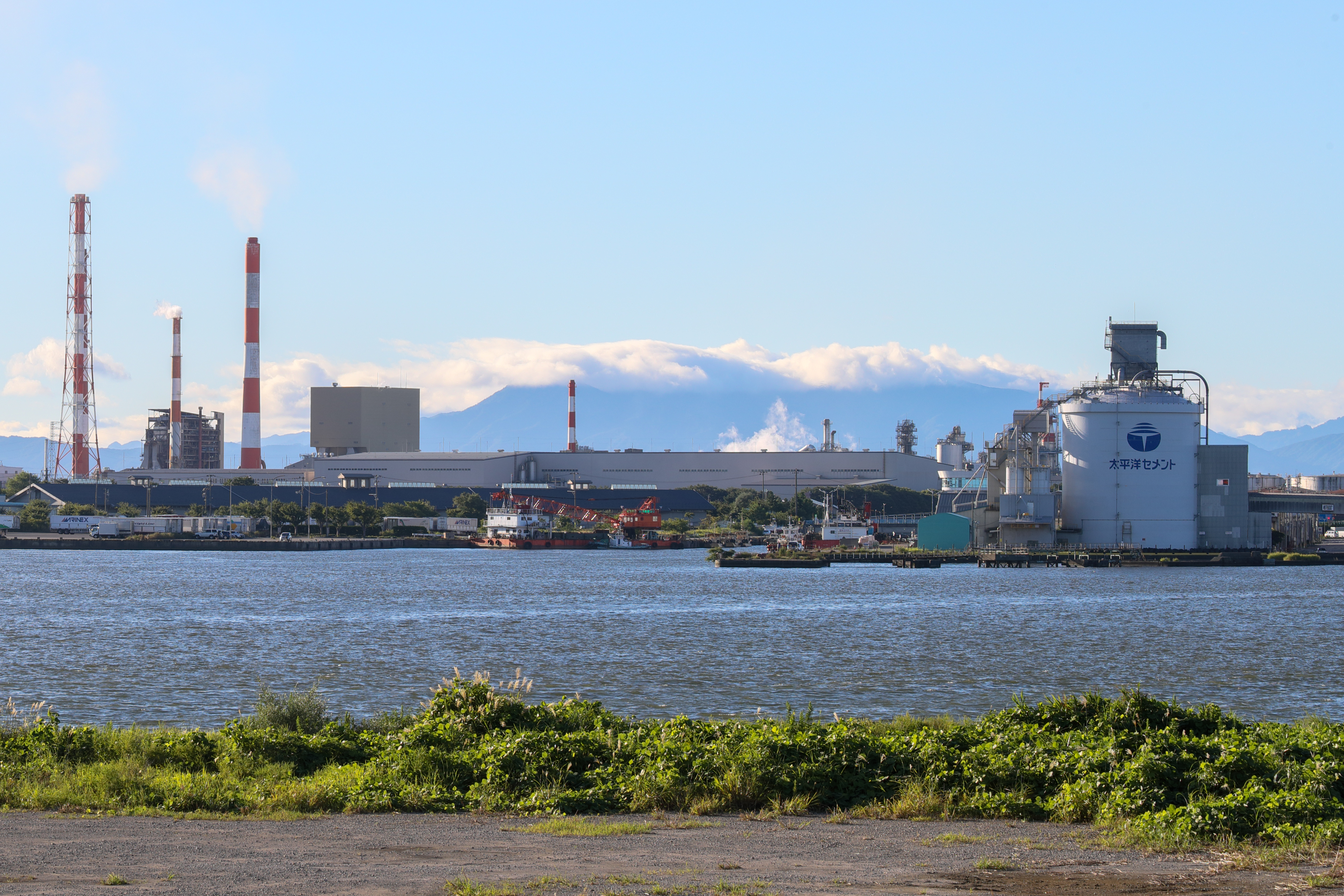
最下流部、一級河川 信濃川への流出部を新潟市中央区入船町より望む

全長約8.5kmで、上流側の阿賀野川と下流側の信濃川との間を流れる。中流部には1960年代に整備された県営貯木場があり、新潟西港に到着した南洋材の保管場所となっている。この南洋材の輸送は船による木材筏曳航の形で行われていたが、2021年に終了し、これをもって国内から木材筏曳航は消滅した。
阿賀野川からの取水部には津島屋閘門排水機場が設けられ、流入量を管理･調整している。河口付近には山の下閘門排水機場が設けられ、その近隣には都市・地域再生等利用区域にも指定された「河口の森」が広がる。

## 歴史
かつて阿賀野川の下流域は複雑な乱流と蛇行を繰り返し、たびたび洪水を起こして流路が変わるなど、新田開発もままならない状態であった。新発田藩第6代藩主・溝口直治は1730年、信濃川に合流していた阿賀野川の河道を日本海へ直接流出させるため松ヶ崎（現新潟市東区下山・北区松浜付近）に掘割（捷水路）を開削した。だが、この捷水路（松ヶ崎掘割）は翌1731年春の融雪洪水によって決壊し、阿賀野川は日本海へ直接注ぎ込むようになった。
その後、この旧流路は「通船川」に改称。両河川の下流域の水運に用いられていたことが由来である。1773年、新発田藩第8代藩主・溝口直養によって流路整備などの改修を受けた。
明治時代からは「河川蒸気」と呼ばれる蒸気船による舟運が盛んになり、新潟市から葛塚町（のちの豊栄市、現新潟市北区）、福島潟を介して新発田町（現新発田市）など県北部へ至る幹線交通路として機能しており、イザベラ・バードの日本奥地紀行では新川として記載があり、現在の新潟市東区新川町はその名残である。しかし鉄道や道路の整備が進み、さらに1927年、大河津分水路が開通して信濃川の水位が低下し、汽船の運行が困難になったことなどもあり、蒸気船による舟運は昭和時代初期にほぼ廃れた。
戦後、下流側の新潟港（西港区）の区域では工場の立地が進み、また流域周辺の各地では宅地化が進んだが、旧新潟市の中でも下水道の整備･供用が遅れ、排水や汚泥が浄化されぬまま流速の遅い通船川へ流れ込んだことから水質は次第に悪化し、特に下流側ではヘドロが悪臭を放っていた程である。流域周辺の住民の間では「ドブ川」と揶揄されるほどであり、日本一汚い川と呼ばれることがあった。
こうしたことから近年、新潟県と新潟市では通船川と、下流部で合流する栗ノ木川と鳥屋野潟の水質改善に取り組んでいるが、平成14年度公共用水域水質測定結果では全国2495位（ワースト53位）となっている。